# Pablo Fernandez Blanco
Pablo Fernández Blanco (Candás, Astúries, 17 de setembre de 1996), més conegut com a Pablo Fernández, és un futbolista espanyol que juga com a davanter al Club Gimnàstic de Tarragona de la Primera Federació.

## Trajectòria
Pablo Fernández és un davanter centre format a Mareo i, després de debutar el 2015 amb el Real Sporting de Gijón "B" a la Segona Divisió B d'Espanya, va militar durant cinc temporades al filial gixonès amb el qual va disputar 113 partits entre els grups I i II.
El 5 d'abril de 2017, fa el seu debut amb el primer equip del Real Sporting de Gijón a la Primera Divisió d'Espanya, gaudint de minuts en un partit contra el Málaga Club de Fútbol, en un partit que acabaria en derrota per zero gols a un per al seu equip. Cinc dies després, tornaria a disputar minuts en un partit contra la Reial Societat.
El 18 d'agost de 2018, seria titular amb el primer equip del Real Sporting de Gijón en un partit de la primera jornada de lliga contra la A. D. Alcorcón a la Segona Divisió d'Espanya, en què disputa 74 minuts de partit.
El 5 de juliol de 2019, fitxa per la U. E. Cornellà de la Segona Divisió B d'Espanya. Al conjunt barceloní jugaria durant dues temporades, en què anota 10 gols en 52 partits oficials de lliga i disputa dues promocions d'ascens de categoria a Segona Divisió d'Espanya i Primera Federació, respectivament.
El 28 de juny de 2021, fitxa pel Club Gimnàstic de Tarragona de la Primera Federació.

## Clubs
| Club                        | Pais    | Any             |
| --------------------------- | ------- | --------------- |
| Real Sporting de Gijón "B"  | Espanya | 2015−2019       |
| Real Sporting de Gijón      | Espanya | 2017-2018       |
| Unió Esportiva Cornellà     | Espanya | 2019-2021       |
| Club Gimnàstic de Tarragona | Espanya | 2021-Actualitat |